# Sari-Solenzara

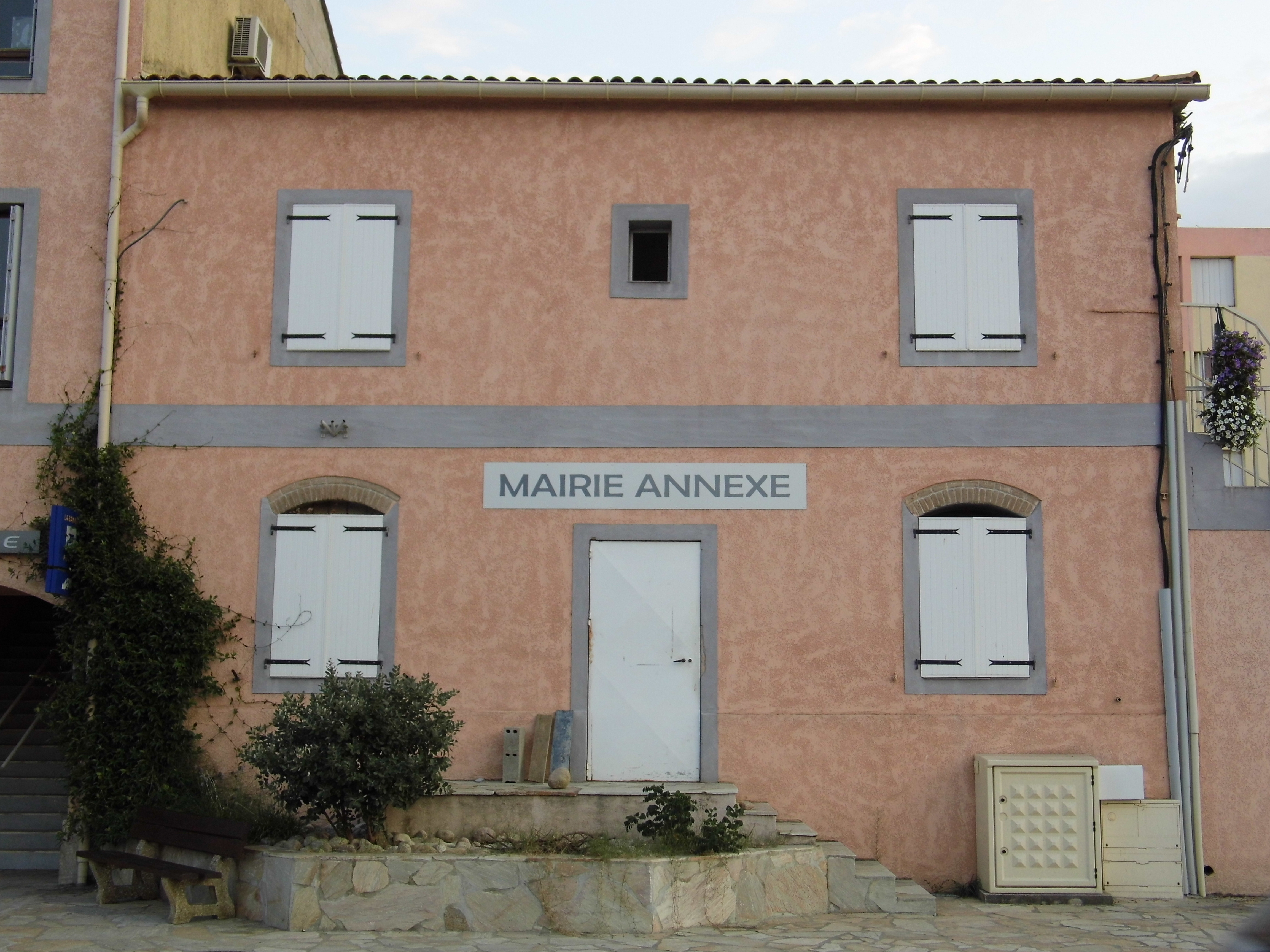
Rathaus (Mairie)

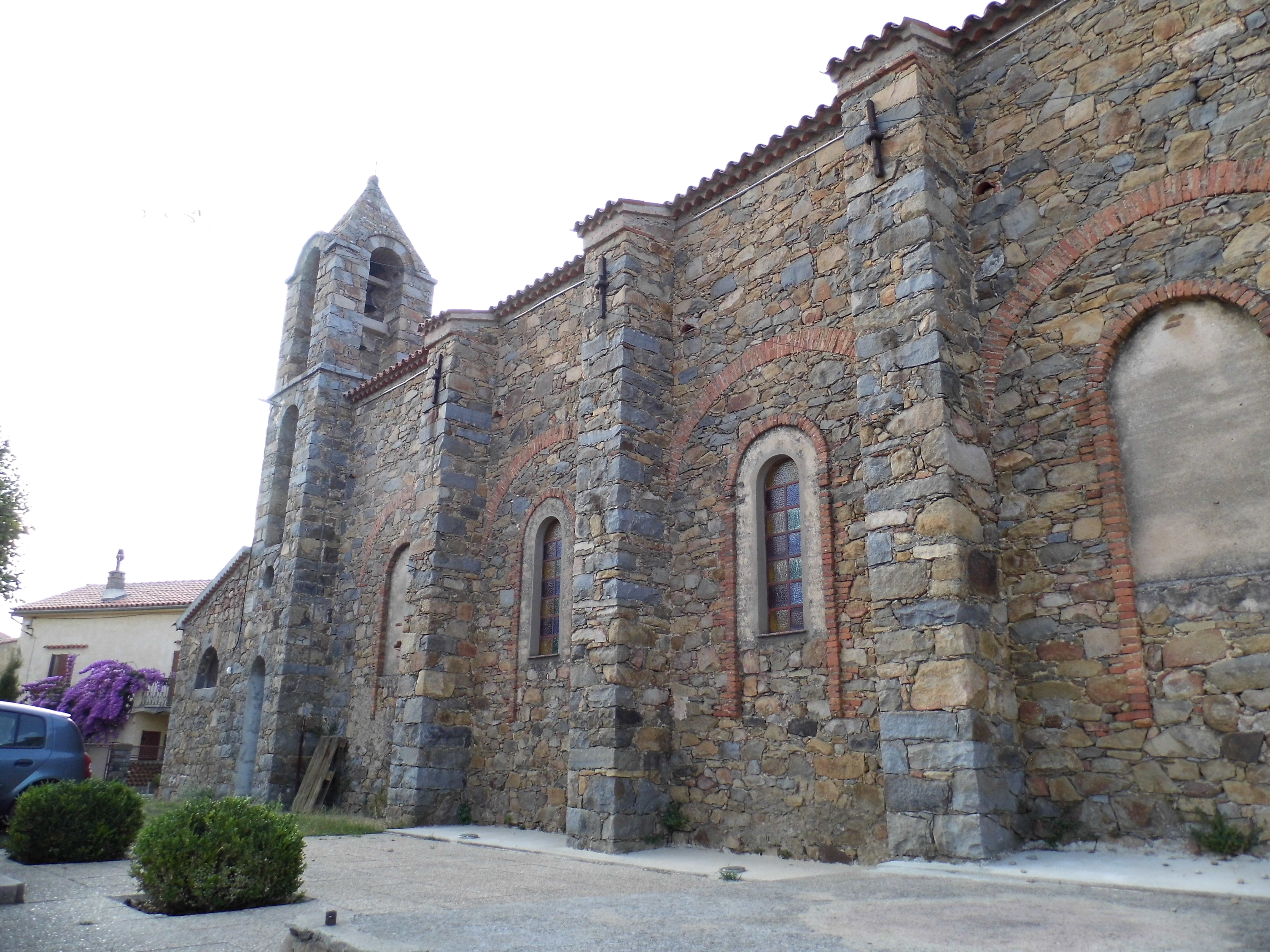
Kirche

Sari-Solenzara (korsisch Sari di Portivechju oder Sari è Sulinzara) ist eine Gemeinde im französischen Département Corse-du-Sud auf der Mittelmeerinsel Korsika. 

## Geografie
Die Gemeinde gehört zum Kanton Bavella im Arrondissement Sartène und grenzt im Norden an Solaro, im Osten an das Tyrrhenische Meer, im Süden an Conca und im Westen an Quenza. Der Küstenfluss Travo bildet die Grenze zu Solaro.

## Bevölkerung
Die Bewohner von Sari-Solenzara nennen sich die Sarais, Solenzarais, Sarinchi oder Sulinzaresi. 
| Jahr      | 1962 | 1968 | 1975 | 1982 | 1990 | 1999 | 2006 | 2017 |
| --------- | ---- | ---- | ---- | ---- | ---- | ---- | ---- | ---- |
| Einwohner | 611  | 915  | 1141 | 1399 | 1178 | 1102 | 1169 | 1345 |

## Verkehr
Der Gebirgspass Col de Bavella verbindet Sari-Solenzara mit Zonza.
1930 erreichte die Eisenbahn mit der späteren Bahnstrecke Casamozza–Porto-Vecchio die Gemeinde. 1935 wurde dann von hier aus die Verlängerung nach Porto-Vecchio in Betrieb genommen. Die deutsche Wehrmacht zerstörte die Bahnstrecke bei ihrem Rückzug aus Korsika im September 1943. Die Strecke wurde nicht wieder aufgebaut.